# Angelina Mango

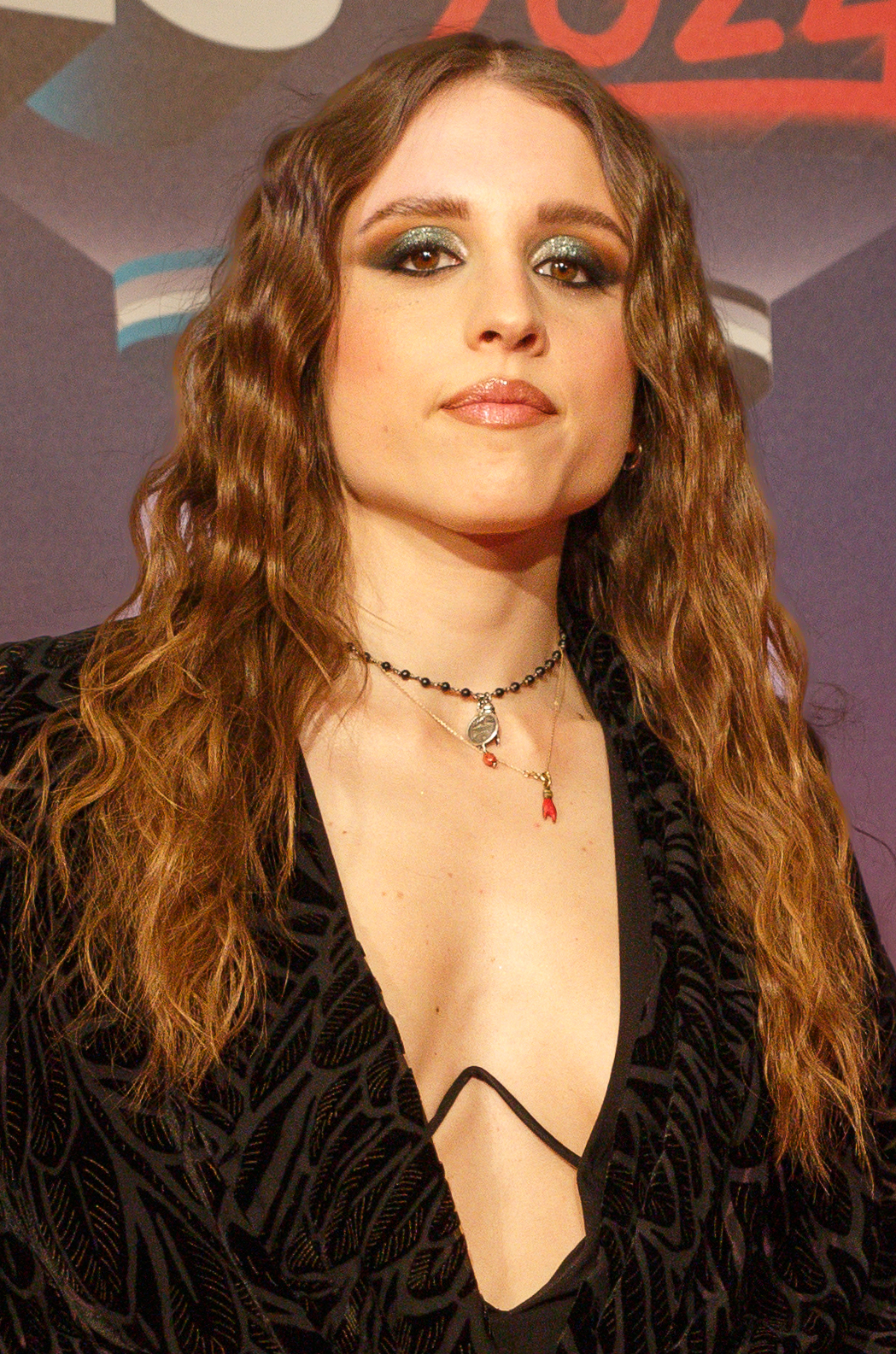
Angelina Mango (2024)

Angelina Mango (* 10. April 2001 in Maratea, Provinz Potenza) ist eine italienische Popsängerin.

## Werdegang
Die Tochter der Musiker Mango und Laura Valente (Matia Bazar) wuchs in Lagonegro auf und machte schon früh Musik. Zusammen mit ihrem Bruder trat sie in einer Band auf. Nach dem Tod ihres Vaters zog sie 2016 nach Mailand. Mit Monolocale legte sie 2020 ihre erste EP vor, im Jahr darauf trat sie im Vorprogramm der Tournee von Giovanni Caccamo und Michele Placido auf. 2021 wurde sie auch von Sony Music unter Vertrag genommen und begann sie, mit dem erfahrenen Produzenten Enrico Brun an neuer Musik zu arbeiten. Dabei wurde sie von Tiziano Ferro unterstützt. Noch im selben Jahr bewarb sie sich erfolglos im Wettbewerb Sanremo Giovani für das Sanremo-Festival 2022.
Ab November 2022 nahm sie an der Castingshow Amici di Maria De Filippi teil. Dort gewann sie in der Gesangskategorie und erreichte insgesamt den zweiten Platz. Zudem wurde sie mit dem Kritikerpreis ausgezeichnet. Während der Show präsentierte sie die Songs Voglia di vivere, Mani vuote und Ci pensiamo domani. Mit Ci pensiamo domani gelang ihr im Anschluss einer der Sommerhits des Jahres 2023 in Italien und ihre EP Voglia di vivere erreichte den zweiten Platz der Charts. Auch die Nachfolgesingle Che t’o dico a fa’ wurde ein Hit. Mit La noia gewann sie im Jahr darauf das Sanremo-Festival 2024. Damit vertrat sie auch Italien beim Eurovision Song Contest 2024 in Malmö und erzielte den siebten Platz.

## Diskografie

### Studioalben
| Jahr | Titel Musiklabel             | Höchstplatzierung, Gesamtwochen, AuszeichnungChartplatzierungen (Jahr, Titel, Musiklabel, Platzierungen, Wochen, Auszeichnungen, Anmerkungen) | Höchstplatzierung, Gesamtwochen, AuszeichnungChartplatzierungen (Jahr, Titel, Musiklabel, Platzierungen, Wochen, Auszeichnungen, Anmerkungen) | Höchstplatzierung, Gesamtwochen, AuszeichnungChartplatzierungen (Jahr, Titel, Musiklabel, Platzierungen, Wochen, Auszeichnungen, Anmerkungen) | Höchstplatzierung, Gesamtwochen, AuszeichnungChartplatzierungen (Jahr, Titel, Musiklabel, Platzierungen, Wochen, Auszeichnungen, Anmerkungen) | Anmerkungen                                           |
| Jahr | Titel Musiklabel             | DE | AT | CH | IT | Anmerkungen                                           |
| ---- | ---------------------------- | --- | --- | --- | --- | ----------------------------------------------------- |
| 2024 | Poké melodrama LaTarme (WMG) | — | — | — | IT1 Platin · (28 Wo.)IT | Erstveröffentlichung: 31. Mai 2024 Verkäufe: + 50.000 |

### EPs
| Jahr | Titel Musiklabel            | Höchstplatzierung, Gesamtwochen, AuszeichnungChartplatzierungen (Jahr, Titel, Musiklabel, Platzierungen, Wochen, Auszeichnungen, Anmerkungen) | Höchstplatzierung, Gesamtwochen, AuszeichnungChartplatzierungen (Jahr, Titel, Musiklabel, Platzierungen, Wochen, Auszeichnungen, Anmerkungen) | Höchstplatzierung, Gesamtwochen, AuszeichnungChartplatzierungen (Jahr, Titel, Musiklabel, Platzierungen, Wochen, Auszeichnungen, Anmerkungen) | Höchstplatzierung, Gesamtwochen, AuszeichnungChartplatzierungen (Jahr, Titel, Musiklabel, Platzierungen, Wochen, Auszeichnungen, Anmerkungen) | Anmerkungen                                           |
| Jahr | Titel Musiklabel            | DE | AT | CH | IT | Anmerkungen                                           |
| ---- | --------------------------- | --- | --- | --- | --- | ----------------------------------------------------- |
| 2020 | Monolocale Selbstverlag     | — | — | — | — | Erstveröffentlichung: 13. November 2020               |
| 2023 | Voglia di vivere 21co (BMG) | — | — | — | IT2 Platin · (47 Wo.)IT | Erstveröffentlichung: 19. Mai 2023 Verkäufe: + 50.000 |

### Singles (Auswahl)
| Jahr | Titel Album                                                 | Höchstplatzierung, Gesamtwochen, AuszeichnungChartplatzierungen (Jahr, Titel, Album, Platzierungen, Wochen, Auszeichnungen, Anmerkungen) | Höchstplatzierung, Gesamtwochen, AuszeichnungChartplatzierungen (Jahr, Titel, Album, Platzierungen, Wochen, Auszeichnungen, Anmerkungen) | Höchstplatzierung, Gesamtwochen, AuszeichnungChartplatzierungen (Jahr, Titel, Album, Platzierungen, Wochen, Auszeichnungen, Anmerkungen) | Höchstplatzierung, Gesamtwochen, AuszeichnungChartplatzierungen (Jahr, Titel, Album, Platzierungen, Wochen, Auszeichnungen, Anmerkungen) | Anmerkungen                                                                                       |
| Jahr | Titel Album                                                 | DE | AT | CH | IT | Anmerkungen                                                                                       |
| --- | ----------------------------------------------------------- | --- | --- | --- | --- | ------------------------------------------------------------------------------------------------- |
| 2023 | Voglia di vivere                                            | — | — | — | IT87 Gold · (2 Wo.)IT | Erstveröffentlichung: 10. Januar 2023 Verkäufe: + 50.000                                          |
| 2023 | Ci pensiamo domani Voglia di vivere                         | — | — | — | IT7 ×4Vierfachplatin · (68 Wo.)IT | Erstveröffentlichung: 12. Mai 2023 Verkäufe: + 400.000                                            |
| 2023 | Fila indiana Poké melodrama                                 | — | — | — | IT37 Gold · (3 Wo.)IT | Erstveröffentlichung: 5. Oktober 2023 Verkäufe: + 50.000                                          |
| 2023 | Che t’o dico a fa’ Poké melodrama                           | — | — | — | IT2 ×2Doppelplatin · (29 Wo.)IT | Erstveröffentlichung: 6. Oktober 2023 Verkäufe: + 200.000                                         |
| 2024 | La noia Poké melodrama                                      | DE— aDE | AT57 (1 Wo.)AT | CH11 (6 Wo.)CH | IT4 ×3Dreifachplatin · (30 Wo.)IT | Erstveröffentlichung: 7. Februar 2024 Verkäufe: + 300.000; Siegertitel des Sanremo-Festivals 2024 |
| 2024 | Melodrama Poké melodrama                                    | — | — | — | IT16 Platin · (19 Wo.)IT | Erstveröffentlichung: 24. Mai 2024 Verkäufe: + 100.000                                            |
| 2024 | Per due come noi (mit Olly & Jvli) Tutta vita (Olly & Jvli) | — | — | — | IT1 ×2Doppelplatin · (… Wo.)IT | Erstveröffentlichung: 6. September 2024 Verkäufe: + 200.000                                       |
| Folgende Lieder erschienen nicht als Single, wurden aber durch das Album zum Download und Streaming bereitgestellt und konnten somit eine Platzierung erlangen: |                                                             | | | | |                                                                                                   |
| |                                                             | | | | |                                                                                                   |
| 2024 | Angelo custode La Divina Commedia (Deluxe)                  | — | — | — | IT19 (2 Wo.)IT | Tedua feat. Angelino Mango                                                                        |
| 2024 | Uguale a me Poké melodrama                                  | — | — | — | IT50 (2 Wo.)IT | feat. Marco Mengoni                                                                               |

Weitere Lieder mit Auszeichnungen
- 2023: Mani vuote (IT: Gold)

## Belege
1. ↑  Angelina Mango. In: Rolling Stone Italia. Abgerufen am 3. November 2023 (italienisch).
2. ↑  Biografia di Angelina Mango. In: Rockol.it. Abgerufen am 3. November 2023 (italienisch).
3. ↑  Claudio Cabona: Angelina Mango pubblica "Voglia di vivere": “Mi sento ibrida”. In: Rockol.it. 17. Mai 2023, abgerufen am 3. November 2023 (italienisch).
4. ↑  Alben von Angelina Mango. In: Italiancharts.com. Hung Medien, abgerufen am 3. November 2023.
5. 1 2 3 4 5 6 7 8 9  Certificazioni. FIMI, abgerufen am 31. März 2025 (italienisch).
6. ↑  Alben von Angelina Mango. In: Italiancharts.com. Hung Medien, abgerufen am 3. November 2023.
7. ↑  Archivio classifiche Top Singoli. FIMI, abgerufen am 31. März 2025 (italienisch).
8. ↑  Single Trending Charts. In: mtv.de. GfK Entertainment, 17. Mai 2024, abgerufen am 24. Mai 2024.

| Personendaten    | Personendaten            |
| ---------------- | ------------------------ |
| NAME             | Mango, Angelina          |
| KURZBESCHREIBUNG | italienische Popsängerin |
| GEBURTSDATUM     | 10. April 2001           |
| GEBURTSORT       | Maratea, Provinz Potenza |